# Malanti Chiefs
Malanti Chiefs FC is een Swazische voetbalclub uit Pigg's Peak en degradeerde eind seizoen 2021/2022 naar de National First Division; het tweede niveau.

## Erelijst
Beker van Swaziland
2008